# Seznam proizvajalcev vetrnih turbin
Seznam proizvajalcev vetrnih turbin in izdelovalcev komponent 

## Največji proizvajalci
Največji proizvajalci glede na tržni delež leta 2012, po poročilu Navigant Research pr. 2012:
| Država         | Ime proizvajalca                                 | Nameščeno (MW) leta 2011 | Nameščeno (MW) leta 2012 | Nameščeno (MW) leta 2013 | Skupaj nameščeno GW 2013 | Tržni delež leta 2012 |
| -------------- | ------------------------------------------------ | ------------------------ | ------------------------ | ------------------------ | ------------------------ | --------------------- |
| ZDA            | GE Energy                                        | 3 170                    |                          |                          |                          | 15,5%                 |
| Danska         | Vestas                                           | 5 217                    | 6 039                    | 4 862                    | 60,2                     | 14,0%                 |
| Nemčija/Danska | Siemens Wind Power                               | 2 591                    |                          |                          |                          | 9,5%                  |
| Nemčija        | Enercon                                          | 3 203                    |                          |                          | 32,9                     | 8,2%                  |
| Indija         | Suzlon Group                                     | 3 116                    |                          |                          | 22+                      | 7,4%                  |
| Španija        | Gamesa                                           | 3 308                    | 2 119                    | 1 953                    | 28,8                     | 6,1%                  |
| Kitajska       | Goldwind                                         | 3 584                    | 2 520                    | 4 100                    |                          | 6,0%                  |
| Kitajska       | Guodian United Power / China Guodian Corporation | 3 042                    | 2 030                    | 1 480                    |                          | 4,7%                  |
| Kitajska       | Sinovel                                          | 2 945                    | 1 200                    | 900                      |                          | 3,2%                  |
| Kitajska       | Ming Yang                                        | 1 500                    | 1 130                    | 1 270                    |                          | 2,7%                  |

## Seznam po abecedi
- Acciona Energy (Španija)
- Alstom Wind (Španija)
- AREVA (Francija) kupila Multibrid (Nemčija) junija 2010
- Boeing (ZDA) samo eksperimentne
- Bornay (Španija)
- Clipper Windpower  (ZDA)
- CSIC (Chongqing) HZ Wind Power (Kitajska)
- DeWind (Nemčija/ZDA) - podružnica podjetja Daewoo Shipbuilding & Marine Engineering (Južna koreja)
- Doosan (Južna Koreja)
- Ecotècnia (Španija)
- Elecon Engineering (Indija)
- Enercon  (Nemčija)
- Enron Wind (bankrotirana) -  General Electric kupil leta 2002
- Gamesa  (Španija) (Prej znana kot Gamesa Eólica)
- General Electric  (ZDA)
- Goldwind  (Kitajska)
- China Guodian Corporation, (Kitajska)
- Hanjin  (Južna Koreja)
- Hitachi (Japosnka) kupila leta 2012 vetrni oddelek družba Fuji Heavy Industries .[2]
- Hi-VAWT  (Tajvan)
- Hyosung  (Južna Koreja)
- Hyundai Heavy Industries (Južna Koreja)
- INVAP (Argentina)
- Japan Steel Works (Japonska)
- Končar (Hrvaška)
- Lagerwey Wind (Nizozemska)
- Leitner Group (Italija)
- LM Wind Power (Denska)
- Ming Yang (Kitajska)
- Mitsubishi Heavy Industries (Japonska)
- NEG Micon, zdaj del Vestasa
- Nordex (Nemčija)
- Nordic Windpower (ZDA)
- Northern Power Systems(ZDA)
- PacWind (ZDA)
- quietrevolution (Združeno kraljestvo)
- Raum Energy Inc. (Kanada)
- REpower (Nemčija)
- Samsung Heavy Industries (Južna Koreja)
- SANY (Kitajska)
- Scanwind (Norveška) - kupil General Electric leta 2009
- Schuler (Nemčija)
- Shanghai Electric  (Kitajska)(SEwind)
- Siemens Wind Power (Nemčija)
- Sinovel (Kitajska)
- Southwest Windpower  (ZDA) (zaprta od leta 2013)
- STX Windpower  (Južna Koreja/Nizozemska)
- Suzlon (Indija)
- TECO (Tajvan)
- Urban Green Energy (ZDA)
- Vergnet (Francija)
- Vestas (Danska), največji proizvajalec na svetu[3]
- Windflow (Nova Zelandija)
- WinWinD (Finska)